# Coleophora bornicensis
Coleophora bornicensis é uma espécie de mariposa do gênero Coleophora pertencente à família Coleophoridae.